# Нико нема овакве људе!
Нико нема овакве људе! је уживо и видео албум српског и бившег југословенског рок бенда Рибља чорба. Албум је снимљен на концерту Рибље Чорбе у Београдској арени, 31. октобра 2009. године, а објављен 2010. Садржи два компакт диска и један ДВД са снимцима концерта.

## Опште информације
На албуму су учестовали као позадински вокали Дајана Ивин, Дубравка Петровић и Душан Зрнић, Небојша Радосављевић као режисер снимка, инжењери музика Борис Јовановић, Борис Крстајић и Дејан Шкопеља. За уређивање снимка концерта био је задужен Немања Новаковић.
Бора Ђорђевић био је вокал, Видоја Божиновић на гитари, Миша Алексић на бас гитари, Мирослав Милатовић Вицко на бубњевима, а Никола Зорић на клавијатури.
| Професионални рејтинг | Професионални рејтинг |
| Резултати             | Резултати             |
| Извор                 | Рејтинг               |
| --------------------- | --------------------- |
| Микрофонија           | (задовољавајуће)      |